# Kawasaki Ki-148
Kawasaki Ki-148 I-Go-B — керована бомба з реактивним двигуном Японії періоду Другої світової війни.

## Історія створення

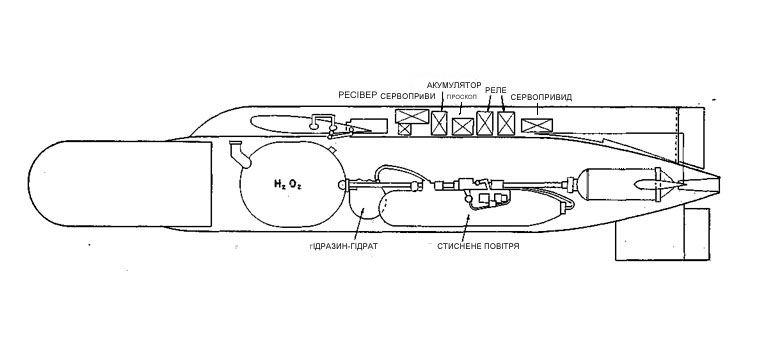
Igo-1-B

До кінця жовтня 1944 року була готова до випробування перша модель "I-go" B. Планер побудований компанією Kawasaki Aircraft Co. в GIFU, а гіроскоп та радіотехнічне обладнання було побудовано компанією Sumitomo Co. в Токіо. 
Бомба "I-go" повинна була скинутись коли материнський літак був на висоті 700 метрів  і  близько 11 км (7 миль) від мети. Материнський літак летів за ракетою і був приблизно 4 км  від мети, коли вибухувала ракета. Цілями, для "I-go", були лінкори, крейсери, авіаносці та ін. 
На ракеті був встановлений реактивний двигун 1 x Mitsubishi Tokuro-1 Type 2 Rocket тягою 150 кгс та часом роботи 80 с.  
Паливна система була такою: 
Стиснене повітря при 150 кг / см  зберігається в 26,8 ) літрові баки для примусування  H2O2 і каталізатора((гідразин гідрат) в двигун. 
Два ігольчасті клапани, електрично керовані, допускаються повітря з резервуара до редукційного клапана. Два клапана були використані для забезпечення роботи в разі відмови одного. 
с З редукційного клапана, лінія побігла до  H2O2 танку резервуара каталізатора
Бак  H2O2 був виготовлений зі сталі та покритий внутрішньо оловом. Цистерна має циліндричну форму з напівсферичними кінцями. Потужність склала 83,7 літра.Резервуар каталізатора був сферичним і такий же, як танк. Потужність цього резервуара становила 5,4 літра
Повітря було включено, герметично підсилюючи систему і примушуючи  H2O2 і каталізатор до двигуна.
Потік  H2O2 був запущений перед потоком каталізатора, щоб запобігти можливій витраті каталізатора в лініях  H2O2
 H2O2 розпилюють через отвори навколо периферії заднього кінця двигуна та потрапляють на дефлекторну пластину, встановлену в камері згоряння двигуна. Керівні леза були використані раніше, але були
залишено на користь розташування перегородки.
Каталізатор обприскували з отворів у центрі кільця дірок. Вражаючи перегородку, обидва вони з'єднані.
Сопло типу Лаваль завершив двигун.
Для скерування бомби на ціль використовувалась система радіокерування. 
Радіо був передавачем японської армії TOBY-4, модифікованим для цієї роботи. 
Отриманий передатчик мав такі характеристики: Передавачі модифіковані для діапазону 35-48 МГц 
та діапазону 45-58 МГц. У кожному діапазоні було три смуги, що дозволило б використовувати шість ракет "I-go" одночасно.
Тільки один контроль може бути застосований одночасно.
Для випробувань використовувались 4 модифіковані літаки Kawasaki Ki-48, бойове застосування передбачалось з літаків Mitsubishi Ki-67.До кінця війни було виготовлено близько 180 ракет, але в бойових діях їх не застосовували.
Той факт, що ця ракета була розроблена, побудована та випробувана протягом чотирьох місяців, є чудовою і вказує на тісну організацію між армією та підрядниками

## Характеристики
- Довжина: 4,09 м
- Висота: 0,90 м
- Розмах крил: 2,60 м
- Площа крил: 1,95 м²
- Повна маса: 750 кг
- Дальність дії: 11 км
- Швидкість: 550 км/ч
- Маса бойової частини: 300 кг
- Двигун:  1 x Mitsubishi Tokuro-1 Type 2 Rocket(150 кгс)